# Усі ви — самотні
Усі ви — самотні (англ. «You're All Alone»), або Грішники  (англ. «The Sinful Ones») — науково-фантастичний роман американського письменника Фріца Лайбера, опублікований 1953 року.
Роман є розширеною версією його повісті «Усі ви — самотні», опублікованої 1950 в журналі «Fantastic Adventures», вперше виданий 1953 року як «Грішники». У 1980 році автор переробив вставлені редактором частини і видав під початковою назвою «Усі ви — самотні».

## Стислий зміст
У світі, де дії всіх живих істот запрограмовані й виконуються автоматично, тільки 1 на 100 тисяч є «пробудженим» і може керуватись власною волею. І коли він так діє, то стає «невидимим» для «непробуджених», які продовжують взаємодіяти з ним, наче він не відхилявся від запрограмованого сценарію.
«Пробуджені» зазвичай мають злочинні нахили, вони збиваються в банди і полюють на інших «пробуджених». «Непробудженим» вони стараються не завдавати шкоди, щоб не поламати систему, яка дає їм такі переваги.
«Пробуджена» Джейн намагається не наближатись до «непробуджених», щоб не видати себе.
Будучи під наглядом банди, вона відвідує біржу праці і там випадково «пробуджує» клерка Кара Маккея.
Не підозрюючий Маккей починає відхилятись від свого нудного життя: він приходить до своєї дівчини Марсії раніше, а потім втікає з побачення і зустрічається із Джейн. «Пробудженість» дає їм можливість не купувати квитки і забирати напої у барі.
Джейн попереджує Маккея, що знайомство з нею є небезпечним для нього.
Наступного ранку Марсія дивує Маккея подякою за приємно проведений вечір, а банда починає слідкувати за ним.
Маккей відшукує батьків Джейн і дивиться, як вони спілкуються із відсутньою донькою. Банда теж бачить це, однак упевнена, що Джейн втратила «пробудженість», а батьки — звичайні божевільні.
Маккей знайомиться з авантюрним Фредом, людиною, що «пробудила» Джейн. Джейн розповідає, що Фред вчиняє сексуальне насильство відносно «непробуджених». Джейн з Маккеєм знову розважаються в місті: Джейн влаштовує стриптиз на сцені бару, вони ночують у зачиненій бібліотеці.
Маккей повертається у своє запрограмоване життя, де відмовляється від покровительства Марсії і залишає її.
На вулиці його зустрічає член банди і випробовує його. Макеею доводиться вдавати, що він не бачить противника, і «повернутись» до Марсії.
Наступного дня Маккей зустрічає Джейн, переодягнену повією, під наглядом банди, він вдає клієнта і приводить її додому.
Вони йдуть на зустріч з Фредом, де на них нападає банда. Фред відволікає погоню на себе і гине від кігтів «пробудженого» леопарда. 
Банда заманює Джейн і Маккея в пастку, але її знищує інша банда нового знайомого Маккея моряка Джула.
У запрограмованому житті колега Маккея бере його на подвійне побачення і знайомить з Джейн.
Вони повертаються до свого запрограмованого життя, яке перестало бути для них нестерпним.